# Rifugio Guido Corsi
Il rifugio Guido Corsi è un rifugio alpino che si trova in comune di Tarvisio (UD). Sorge in bella posizione su un terrazzo erboso, al centro di un anfiteatro coronato dalle pareti meridionali del Jôf Fuart, Madri dei Camosci, Cima di Riofreddo. Il panorama a meridione è invece aperto sul gruppo del Canin.

## Storia
Eretto nel 1925 sul luogo dove sorgeva la Capanna Findenegg, distrutta durante la prima guerra mondiale (1915). È dedicato al capitano degli alpini triestino Guido Corsi, caduto sul Vaderoa Monte Grappa) il 13 dicembre 1917, Medaglia d'oro al valor militare. È stato rimodernato e ampliato nel 1969, con ulteriori sistemazioni nel 1995.

## Caratteristiche ed informazioni
La struttura, di proprietà della Società Alpina delle Giulie (CAI di Trieste), è realizzata in legno e pietra, con 12 vani complessivi su due piani più sottotetto.

## Accessi
- Da Sella Nevea per il Passo degli Scalini, sentiero n° 625 ore 2:45
- Dalla Val Rio del Lago, sentiero n° 628 ore 2:30

## Ascensioni
- sentiero attrezzato "A. Goitan" (6:30 ore, EE; deviazioni per Cima Castrein 2.502 m e Jôf Fuart (2.666 m)
- salita per via normale a: Cime Castrein, Campanile di Villacco, Madri dei camosci, Cima di Riofreddo, Vallone, Alta di Riobianco
- Alta via Alpi Tarvisiane
- sentiero del "Centenario CAI Gorizia" (3 ore, EE)